# Xã Germany, Quận Adams, Pennsylvania
Xã Germany (tiếng Anh: Germany Township) là một xã thuộc quận Adams, tiểu bang Pennsylvania, Hoa Kỳ. Năm 2010, dân số của xã này là 2.700 người.